# Bill Mazeroski

William Stanley Mazeroski dit Bill Mazeroski, né le 5 septembre 1936 à Wheeling (Virginie-Occidentale) aux États-Unis, est un joueur américain de baseball évoluant en Ligue majeure de baseball de 1956 à 1972 avec les Pirates de Pittsburgh. Vainqueur deux fois des Séries mondiales (1960 et 1971), sélectionné sept fois au Match des étoiles (1958, 1959, 1960, 1962, 1963, 1964 et 1967), et gagnant de huit gants dorés (1958, 1960, 1961, 1963, 1964, 1965, 1966 et 1967), ce joueur de deuxième but est élu au Temple de la renommée du baseball en 2001. Son numéro 9 est retiré chez les Pirates.

## Biographie
Lors de la Série mondiale 1960, il réussit un coup de circuit décisif.